# تاريخ قانون العقد الإنجليزي
يعود تاريخ قانون العقود الإنجليزي إلى جذوره في القانون المدني، وليكس ميركاتوريا والثورة الصناعية. يتكون قانون العقد الإنجليزي الحديث بشكل أساسي من السوابق القضائية التي تقررها المحاكم الإنجليزية بعد القوانين القضائية ويكملها الإصلاح القانوني. ومع ذلك، فقد ورث عدد كبير من المبادئ القانونية من تسجيل القرارات التي تعود إلى ما بعد الغزو النورماندي.

## القانون المدني
- أفلاطون، القوانين
- القانون الروماني والعقد شريعة المتعاقدين
- مجموعة جوريس

## نورمان إنجلترا
- القانون العام
- محاكم الديوان
- أشكال العمل

## استقبال ليكس ميركاتوريا
الاستقبالات:
- قالب:Cite CommonLII - Assumpsit
- قالب:Cite CommonLII - Assumption of responsibility
- السير إدوارد كوك.
- ليكس ميركاتوريا والرابطة الهانزية.
- السير جون هولت (رئيس القضاة 1689 إلى 1710) واللورد مانسفيلد.
- وليام بلاكستون، شروح على قوانين إنجلترا.
- جيريمي بنثام.

## حرية التعاقد
- الحرية الاقتصادية
- فاوست وكريستوفر مارلو، التاريخ المأساوي لحياة وموت الطبيب فاوست (1604)
- روبرت براوننج بييد بايبر هاملين (1842)
- قانون العقد الهندي 1872 (ج 9)
- شيتي على العقد من قبل جوزيف شيتي، الأصغر (1796–1838) ودعا أطروحة عملية حول قانون العقود غير الختم (الطبعة الأولى 1826)
- السير ويليام أنسون والسير فريدريك بولوك
- أوليفر وينديل هولمز، القانون العام
- صموئيل ويليستون

## التنظيم الحديث
بعض التنظيم الحديث:
- سيدني ويب وبياتريس ويب
- بنيامين ن. كاردوزو وآرثر لينتون كوربين
- عقد الالتصاق
- عقد النموذج القياسي
- جرانت جيلمور، وفاة العقد (1974)
- PS عطية وجينتير تريتيل
- قانون المجتمعات الأوروبية لعام 1972 (المملكة المتحدة)
- قانون شروط العقد غير العادل 1977
- مكتب التجارة العادلة
- القانون المدني الأوروبي